# 縣秀彦
縣 秀彦（あがた ひでひこ、1961年 - ）は、日本の天文学者・教育者。専門は、天文教育・科学教育。学位は、博士（教育学）（東京学芸大学・2003年）。自然科学研究機構国立天文台准教授、総合研究大学院大学准教授を兼務。長野県北安曇郡八坂村（現・大町市）生まれ。

## 略歴
- 1985年 東京学芸大学教育学部特別教科教員養成課程卒業（教育学士）
- 1985年　学校法人駿台学園高等学校教諭 (1994年まで)
- 1993年　東京学芸大学大学院教育学研究科理科教育専攻修了（教育学修士）
- 1994年　東京大学教育学部附属中等教育学校教諭（1999年まで）
- 1999年　国立天文台天文情報公開センター助手
- 2003年　国立天文台天文情報公開センター広報普及室長(2006年7月まで)
- 2003年1月　東京学芸大学より博士（教育学）の学位を取得、学位論文の題は「大学・研究機関からの学校教育支援活動のあり方に関する実証的研究 : 天文教育における真正資源を用いた学習支援に関する考察を中心に 」[1]。
- 2003年8月　国立天文台天文情報センター普及室長
- 2005年　国立天文台天文情報センター助教授/准教授

## 活動
日本天文学会天文教材委員会委員長、NHK高校講座「理科総合」・「地学」講師、「一家に1枚宇宙図2007」制作委員会委員長などを務めた。インターネットや科学イベントを通じた天文学成果の普及や教育効果についての研究を行い、科学館への助言や執筆活動も行っている。
天文学者としては彗星のプラズマテイルに関する研究を行っていた。現在、ラジオ深夜便で「ないとガイド・星空見上げて」のコーナーのパーソナリティーをしている。

## 著書

### 一般向け

#### 単著
- 『天文学者はロマンティストか？ 知られざるその仕事と素顔』（NHK出版、2007）ISBN 978-4-14-088236-8
- 『オリオン座はすでに消えている？』（小学館、2012）ISBN 978-4-09-825152-0
- 『彗星探検 人類が遭遇した大彗星』（二見書房、2013）ISBN 978-4-576-13116-0
- 『星と星座の見方がわかる本』（Gakken、2013）ISBN 978-4-05-405760-9
- 『地球外生命体 宇宙と生命誕生の謎に迫る』（幻冬舎エデュケーション、2015）ISBN 978-4-344-97954-3
- 『面白くて眠れなくなる天文学』（PHP研究所、2016）ISBN 978-4-569-83193-0
- 『星空の見方がわかる本』（Gakken、2017）ISBN 978-4-05-406574-1
- 『地球外生命は存在する！ 宇宙と生命誕生の謎』（幻冬舎、2017）ISBN 978-4-344-98456-1
- 『図解一冊でわかる！ 最新宇宙論』（Gakken、2019）ISBN 978-4-05-406740-0
- 『ヒトはなぜ宇宙に魅かれるのか 天からの文を読み解く』（経法ビジネス、2019）ISBN 978-4-7668-4819-9
- 『怖くて眠れなくなる天文学』（PHP研究所、2020）ISBN 978-4-569-84675-0
- 『ビジュアル天文学史』（緑書房、2023）ISBN 978-4-89531-877-8

#### 編著
- 『日本の星空ツーリズム 見かた・行きかた・楽しみかた』（緑書房、2019）ISBN 978-4-89531-378-0
- 『改訂版 星の王子さまの天文ノート』（河出書房新社、2021）ISBN 978-4-309-25424-1

#### 共著
- 『日本の天文学の百年 日本天文学会百年史編纂委員会編』（恒星社厚生閣、2008）ISBN 978-4-7699-1078-7
- 『有人宇宙学 宇宙移住のための３つのコアコンセプト』（京都大学学術出版会、2023）ISBN 978-4-8140-0494-2

#### 監修
- 『一冊で宇宙と地球のしくみをのみこむ本』（東京書籍、2003）
- 『雑学を超えた教養シリーズ 天文学はこんなに楽しい』（誠文堂新光社、2005）ISBN 4-416-20515-5
- 『「宇宙」の地図帳 新常識がまるごとわかる！』（青春出版、2007）
- 『星空案内年鑑 星空データブック2008』（技術評論社、2007）ISBN 978-4-7741-3261-7
- 『「太陽系」の地図帳 謎と新発見がまるごとわかる！』（青春出版、2008）ISBN 978-4-413-11133-1
- 『意外と知らないすごい宇宙』（徳間書店、2010）ISBN 978-4197102280
- 『図解 この一冊で「宇宙」と「太陽系」が丸ごとわかる本』（青春出版、2010）ISBN 978-4-413-10961-1
- 『世界で一番おもしろい 「宇宙旅行」の手引き』（青春出版、2010）ISBN 978-4-413-10966-6
- 『ブルーバックス CD-ROM 太陽系シミュレーター』（講談社、2010）ISBN 4-06-274401-5
- 『ビジュアル雑学図鑑① 宇宙のはかり方』（グラフィック社、2011）ISBN 978-4-7661-2264-0
- 『ビジュアル雑学図鑑③ 地球のトリセツ』（グラフィック社、2012）ISBN 978-4-7661-2330-2
- 『３D宇宙大図鑑  ARで手にとるようにわかる』（東京書籍、2012）ISBN 978-4-487-80628-7
- 『日食が観測できる本』（二見書房、2012）ISBN 978-4-576-12012-6
- 『星の王子さまの天文ノート』（河出書房新社、2013）ISBN 978-4-309-25275-9
- 『アイソン彗星観測ノート』（旬報社、2013）ISBN 978-4-8451-1334-7
- 『あなたの知らない 宇宙138億年の謎』（洋泉社、2014）ISBN 978-4-8003-0446-9
- 『星の王子さまの天文ダイアリー2015』（河出書房新社、2014）ISBN 978-4-309-27518-5
- 『ハッブル宇宙望遠鏡がとらえた 宇宙の絶景』（洋泉社、2015）ISBN 978-4-8003-0569-5
- 『宇宙の地図帳大全』（青春出版、2015）ISBN 978-4-413-11133-1
- 『天文学の図鑑』（技術評論社、2015）ISBN 978-4-7741-7293-4
- 『星の王子さまの天文ダイアリー2016』（河出書房新社、2015）ISBN 978-4-309-27676-2
- 『眠れなくなるほど宇宙がおもしろくなる本』（宝島社、2017）ISBN 978-4-8002-7533-2
- 『科学大図鑑』（Newton、2022）ISBN 978-4-315-52521-2
- 『宇宙望遠鏡と驚異の大宇宙』（朝日新聞出版、2023）ISBN 978-4-02-334116-6

#### 翻訳・監訳
- 『星空の400年－天体望遠鏡の歴史と宇宙ー』（丸善株式会社、2009）ISBN 978-4-621-08145-7
- 『HUBBLE -ハッブル宇宙望遠鏡 時空の旅-』（インフォレスト、2010）ISBN 978-4-86190-843-9
- 『ハッブル・レガシー ハッブル宇宙望遠鏡30年の記録』（グラフィック社、2020）ISBN 978-4-7661-3405-6
- 『かけらが語る地球と人類の138億年の大図鑑』（河出書房新社、2022）ISBN 978-4-309-25448-7

#### その他
- 『３D宇宙大図鑑  ARで手にとるようにわかる』（東京書籍、2012）ISBN 978-4-487-80628-7
- 『宇宙の謎 65の発見物語』（岩波書店、2012）ISBN 978-4-00-005084-5
- 『宇宙には、だれかいますか？』（河出書房新社、2017）ISBN 978-4-309-25361-9

### 教員・サイエンスコミュニケーター向け

#### 編著
- 『たのしい科学の本 生物・地学』（新生出版、1996）ISBN 4-88011-069-8
- 『科学プロデューサ入門講座』（科学成果普及機構、2012）ISBN 978-4-906831-00-5
- 『天体観望ガイドブック 新版 宇宙をみせて』（恒星社厚生閣、2013）ISBN 9784769914624
- 『すべての人の天文学』（日本評論社、2022）ISBN 978-4-535-78946-3

#### 共著
- 『天体観望ガイドブック 宇宙をみせて』（恒星社厚生閣、1993）ISBN 4-7699-0755-9
- 『中学授業のネタ 地学』（日本書籍、1996）ISBN 9784819904148
- 『新理科教育法』（東京書籍、1996）ISBN 4-487-75707-X
- 『新理科の授業 －情報入手・知的生産術』（民衆社、1997）ISBN 4-8383-0450-1
- 『授業がおもしろくなる21中学授業のネタ理科第2分野』（日本書籍、2002）ISBN 4-8199-0495-7
- 『ブルーバックス 新しい高校地学の教科書』（講談社、2006）ISBN 4-06-257510-8
- 『授業に活かす！理科教育法 中学・高等学校編』（東京書籍、2009）ISBN 978-4-487-80335-4
- 『サイエンスコミュニケーションのはじめかた』（丸善出版、2017）ISBN 978-4-621-30197-5

#### 監修
- 『ニュートン式 超図解 最強に面白い! ! 理科』（ニュートンプレス、2022）ISBN 978-4-315-52584-7

#### 翻訳・監訳
- 『チャレンジ！太陽系 実験と工作で探る宇宙の秘密』（少年写真新聞社、2009）ISBN 978-4-87981-318-3

### 子ども向け

#### 単著
- 『学習漫画 お茶の水博士の夢講座３ 宇宙の謎を知りたい！』（集英社、2000）ISBN 4-08-288079-8
- 『いちばんわかりやすい 彗星のひみつ』（幻冬舎エデュケーション、2013）ISBN 978-4-344-97758-7
- 『月と太陽ってどんな星？ 子供の科学☆サイエンスブック』（誠文堂新光社、2013）ISBN 978-4-416-11337-0
- 『星の王子さまとめぐる 星ぼしの旅』（河出書房新社、2014）ISBN 978-4-309-27465-2

#### 共著
- 『総合学習に役立つ宇宙と地球環境を考える本１なぜ宇宙をめざすのか』（偕成社、2002）ISBN 4-03-629410-5
- 『岩波ジュニア新書 カラー版天文学入門』（岩波書店、2005）ISBN 4-00-500512-8
- 『よくわかる宇宙と地球のすがた』（丸善株式会社、2010）ISBN 978-4-621-08147-1
- 『新・天文学入門 カラー版 岩波ジュニア新書』（岩波書店、2015）ISBN 978-4-00-500808-7

#### 監修
- 『NATURAうちゅうせいざ』（フレーベル館、2005）ISBN 4-577-02843-3
- 『宇宙の大常識』（ポプラ社、2005）ISBN 4-591-08525-2
- 『宇宙の進化が分かる事典』（PHP研究所、2008）ISBN 978-4-569-68916-6
- 『こども天文検定１ 月と太陽』（ほるぷ出版、2009）ISBN 978-4-593-58621-9
- 『こども天文検定２ 太陽系』（ほるぷ出版、2009）ISBN 978-4-593-58622-6
- 『こども天文検定３ 星と銀河』（ほるぷ出版、2009）ISBN 978-4-593-58623-3
- 『月の大研究』（PHP研究所、2009）ISBN 978-4-569-68975-3
- 『秘密指令 月をめざせ』（数研出版、2010）ISBN 978-4-410-13926-0
- 『宇宙の迷路 太陽系をめぐって銀河のかなたへ！』（PHP研究所、2011）ISBN 978-4-569-78160-0
- 『太陽の大研究』（PHP研究所、2011）ISBN 978-4-569-78116-7
- 『なぞがいっぱい！ 宇宙の不思議がわかる事典』（PHP研究所、2011）ISBN 978-4-569-78183-9
- 『学習漫画 両さんの宇宙大達人』（集英社、2011）ISBN 978-4-08-314053-2
- 『星と宇宙がわかる本 1 太陽を探る』（学研、2012）ISBN 978-4-05-500896-9
- 『星と宇宙がわかる本 2 月を探る』（学研、2012）ISBN 978-4-05-500897-6
- 『星と宇宙がわかる本 3 星を探る』（学研、2012）ISBN 978-4-05-500898-3
- 『星と宇宙がわかる本 4 宇宙を探る』（学研、2012）ISBN 978-4-05-500899-0
- 『パノラマえほん うちゅうといのち』（旬報社、2013）ISBN 978-4-8451-1297-5
- 『ビジュアルかるた 宇宙』（Gakken、2013）ISBN 978-4-05-750402-5
- 『科学の基礎のキソ 宇宙』（丸善出版、2014）ISBN 978-4-621-08798-5
- 『月のふしぎえほん』（PHP研究所、2014）ISBN 978-4-569-78394-9
- 『学研の図鑑LIVE 宇宙』（Gakken、2014）ISBN 978-4-05-203924-9
- 『ほしみるおじさん』（ぶんしん出版、2014）ISBN 978-4-89390-114-9
- 『つきにいったうさぎのおはなし』（学研、2015）ISBN 4-05-204226-3
- 『学研まんがNEW世界の伝記 ニール・アームストロング』（学研、2015）ISBN 978-4-05-204192-1
- 『学研の図鑑 宇宙のクイズ図鑑』（Gakken、2015）ISBN 978-4-05-205198-2
- 『なぜ？の図鑑 宇宙』（Gakken、2016）ISBN 978-4-05-204325-3
- 『きょうおひさまがでなかったら』（フレーベル館、2017）ISBN 9784577045015
- 『宇宙の不思議』（PHP研究所、2017）ISBN 978-4-569-78671-1
- 『月学 伝説から科学へ』（今人舎、2017）ISBN 9784905530688
- 『宇宙探検大百科』（Gakken、2018）ISBN 978-4-05-204726-8
- 『月と星座の大事典』（あかね書房、2021）ISBN 978-4-251-08292-3
- 『宇宙ってそういうことだったのか！図鑑』（アスコム、2022）ISBN 978-4-7762-1219-5
- 『ワオ！サイエンス・コミック1 発明発見シリーズ 宇宙編』（ワオ・コーポレーション、2022）
- 『なぜ？わかった！天体 太陽』（理論社、2022）ISBN 978-4652205174
- 『なぜ？わかった！天体 月』（理論社、2022）ISBN 978-4652205181
- 『なぜ？わかった！天体 星』（理論社、2022）ISBN 978-4652205198
- 『なぜ？わかった！天体 天体観測』（理論社、2022）ISBN 978-4652205204
- 『宇宙の学校』（ニュートンプレス、2023）ISBN 978-4-315-52705-6
- 『ドラえもん科学ワールドスペシャル みんなのための科学入門』（小学館、2023）ISBN 978-4-09-259217-9

#### 翻訳・監訳
- 『どんどんめくってはっけん！ うちゅうのふしぎ』（学研、2013）ISBN 978-4-05-203808-2
- 『地球のひみつをさぐる 』（ひさかたチャイルド、2015）ISBN 978-4-86549-041-1
- 『どうなってるの？ うちゅうとほし』（久方チャイルド、2018）ISBN 978-4-86549-139-5
- 『月でたんじょうパーティーをひらいたら』（廣済堂あかつき、2019）ISBN 978-4-86702-020-3

#### その他
- 『学習漫画 お茶の水博士の夢講座１ 宇宙飛行士になりたい！』（集英社、2000）ISBN 4-08-288077-1
- 『学習漫画 お茶の水博士の夢講座２ 宇宙人に会いたい！』（集英社、2000）ISBN 4-08-288078-X
- 『学習漫画 お茶の水博士の夢講座３ 宇宙の謎を知りたい！』（集英社、2000）ISBN 4-08-288079-8
- 『集英社版・学習漫画世界の伝記NEXT 伊能忠敬』（集英社、2010）ISBN 978-4-08-240045-3
- 『宇宙を仕事にしよう』（河出書房新社、2016）ISBN 978-4-309-61704-6
- 『住みたくない星ずかん』（創元社、2023）ISBN 978-4-422-76072-8